# Округ Камберланд (Пенсилванија)
Камберланд (енгл. Cumberland County) је округ у америчкој савезној држави Пенсилванија.

## Демографија
По попису из 2010. године број становника је 235.406, што је 21.732 (10,2%) становника више него 2000. године.
| Група             | 2000.           | 2010.           |
| Белци             | 199.925 (93,6%) | 210.514 (89,4%) |
| Афроамериканци    | 5.048 (2,4%)    | 7.527 (3,2%)    |
| Азијати           | 3.578 (1,7%)    | 7.072 (3,0%)    |
| Хиспаноамериканци | 2.883 (1,3%)    | 6.448 (2,7%)    |
| Укупно            | 213.674         | 235.406         |